# Целый элемент
Целый элемент — элемент заданного коммутативного кольца с единицей {\displaystyle B} относительно подкольца {\displaystyle A\subset B}, являющийся корнем приведённого многочлена с коэффициентами в {\displaystyle A}, то есть такой {\displaystyle b}, для которого существуют коэффициенты {\displaystyle a_{j}\in A}, такие что:
{\displaystyle b^{n}+a_{n-1}b^{n-1}+\cdots +a_{1}b+a_{0}=0}.

## Связанные определения
- Если каждый элемент {\displaystyle B} является целым над {\displaystyle A}, кольцо {\displaystyle B} называется целым расширением {\displaystyle B} (или просто кольцом, целым над {\displaystyle A}).

- Если {\displaystyle A} и {\displaystyle B} — поля, терминам «цел над…» и «целое расширение» соответствуют термины «алгебраичен над…» и «алгебраическое расширение».
  - Частный случай, особенно важный в теории чисел, — комплексные числа, являющиеся целыми над {\displaystyle \mathbb {Z} }, называемые целыми алгебраическими числами.

- Множество всех элементов {\displaystyle B}, целых над {\displaystyle A}, образует кольцо; оно называется целым замыканием {\displaystyle A} в {\displaystyle B}.
  - Целое замыкание {\displaystyle \mathbb {Z} } в некотором конечном расширении {\displaystyle k} поля {\displaystyle \mathbb {Q} } называется кольцом целых поля {\displaystyle k}, этот объект является фундаментальным для алгебраической теории чисел.

- Целые числа — единственные элементы {\displaystyle \mathbb {Q} }, являющиеся целыми над {\displaystyle \mathbb {Z} } (что может служить объяснением использования термина «целый»). Гауссовы целые числа, как элементы поля комплексных чисел, являются целыми над {\displaystyle \mathbb {Z} }. Целое замыкание {\displaystyle \mathbb {Z} } в круговом поле {\displaystyle \mathbb {Q} (\zeta )} — это {\displaystyle \mathbb {Z} [\zeta ]}.

## Свойства
Целость является транзитивным отношением: если кольцо {\displaystyle C} цело над {\displaystyle B} и {\displaystyle B} цело над {\displaystyle A}, то {\displaystyle C} цело над {\displaystyle A}.
Есть ряд утверждений, эквивалентных тому, что элемент {\displaystyle b} кольца {\displaystyle B} цел над {\displaystyle A}:
- подкольцо {\displaystyle A[b]} кольца {\displaystyle B} является конечнопорожденным {\displaystyle A}-модулем;
- существует подкольцо {\displaystyle C} кольца {\displaystyle B}, содержащее {\displaystyle A} и {\displaystyle b}, и являющееся конечнопорожденным {\displaystyle A}-модулем;
- существует конечнопорожденный {\displaystyle A}-модуль {\displaystyle M} кольца {\displaystyle B}, такой что {\displaystyle bM\subset M} и из {\displaystyle b'M=0} следует, что {\displaystyle b=0}.

Из третьего свойства легко вывести, что множество всех элементов, целых над {\displaystyle A}, является подкольцом {\displaystyle B} (замкнуто относительно сложения и умножения), оно называется целым замыканием {\displaystyle A} в {\displaystyle B}. Если целое замыкание совпадает с самим кольцом {\displaystyle A}, {\displaystyle A} называется целозамкнутым в {\displaystyle B}. Также из него следует, что если {\displaystyle B} цело над {\displaystyle A}, то {\displaystyle B} является объединением (или, эквивалентно, прямым пределом) подколец, являющихся конечнопорождёнными {\displaystyle A}-модулями.
Теорема Коэна — Зайденберга о подъёме: если {\displaystyle S} — целое расширение кольца {\displaystyle R}, то для всякого простого идеала {\displaystyle I} в {\displaystyle S} существует простой идеал {\displaystyle J} в {\displaystyle R}, что {\displaystyle I\cap R=J}.
Если {\displaystyle {\overline {k}}} — алгебраическое замыкание поля {\displaystyle k}, то {\displaystyle {\overline {k}}[x_{1},\dots ,x_{n}]} цело над {\displaystyle k[x_{1},\dots ,x_{n}]}. Если конечная группа {\displaystyle G} действует на кольце {\displaystyle A} гомоморфизмами колец, то {\displaystyle A} является целым над множеством элементов, являющихся неподвижными точками действия группы.

## Целозамкнутое кольцо
Целозамкнутое кольцо — целостное кольцо, целозамкнутое в своём поле частных.
Если {\displaystyle A} — целозамкнутое кольцо с полем частных {\displaystyle K} и {\displaystyle L} — конечное расширение {\displaystyle K}, то элемент {\displaystyle L} цел над {\displaystyle A} тогда и только тогда, когда коэффициенты его минимального многочлена принадлежат {\displaystyle A}: это более сильное условие, чем просто целость, для которой достаточно существование произвольного многочлена с таким свойством. Любое факториальное кольцо является целозамкнутым.
Если {\displaystyle A} — нётерово целостное кольцо, то {\displaystyle A} целозамкнуто в том и только в том случае, когда (1) {\displaystyle A} совпадает с пересечением всех локализаций {\displaystyle A} по простому идеалу и (2) локализация {\displaystyle A} по простому идеалу высоты 1 (то есть не содержащему других ненулевых простых идеалов) — дедекиндово кольцо. Также нётерово кольцо целозамкнуто тогда и только тогда, когда оно является кольцом Крулля.

### Нормальное кольцо
Серр и Гротендик определяют нормальное кольцо как кольцо, локализация которого по любому простому идеалу целозамкнута. В таком кольце нет ненулевых нильпотентов. Если {\displaystyle A} — нётерово кольцо, локализации которого по максимальным идеалам целостны, то {\displaystyle A} — конечное произведение целостных колец. В данном случае, если {\displaystyle A} — нётерово нормальное кольцо, то области в произведении целозамкнуты. Обратно, прямое произведение целозамкнутых колец нормально.

### Вполне целозамкнутое кольцо
Элемент {\displaystyle x} поля частных {\displaystyle K} целостного кольца {\displaystyle A} называется почти целым над {\displaystyle A}, если существует такой {\displaystyle d\in A}, что {\displaystyle dx^{n}\in A} для любого натурального {\displaystyle n}. Кольцо {\displaystyle A} называется вполне целозамкнутым, если любой почти целый над ним элемент содержится в {\displaystyle A}. Вполне целозамкнутые кольца целозамкнуты. Обратно, нётеровы целозамкнутые кольца вполне целозамкнуты.
Кольцо формальных степенных рядов над вполне целозамкнутым кольцом вполне целозамкнуто, тогда как для произвольных целозамкнутых колец это неверно.

### Локальность свойства целозамкнутости
Следующие условия для целостного кольца {\displaystyle A} эквивалентны:
- {\displaystyle A} целозамкнуто;
- локализация {\displaystyle A} по любому простому идеалу целозамкнута;
- локализация {\displaystyle A} по любому максимальному идеалу целозамкнута.

Такие свойства кольца {\displaystyle A} называют локальными свойствами.